# Pièce de 1 dollar américain Gobrecht
Vous lisez un « bon article » labellisé en 2020.
La pièce de 1 dollar américain Gobrecht, frappée de 1836 à 1839, est le premier dollar en argent frappé pour la mise en circulation par la Monnaie des États-Unis depuis l'arrêt officiel de la production de cette dénomination en 1806. La pièce est frappée en petit nombre afin de déterminer si le dollar en argent réintroduit serait bien accueilli par le public.
En 1835, le directeur de la Monnaie, Samuel Moore, démissionne de son poste, et Robert M. Patterson prend la relève. Peu de temps après, Patterson commence une tentative de remodelage de la monnaie nationale. Après que le graveur en chef de la Monnaie William Kneass a subi une attaque cérébrale, Christian Gobrecht est engagé pour le remplacer. Le 1er août 1835, Patterson écrit une lettre à l'artiste de Philadelphie Thomas Sully pour lui exposer ses plans pour la pièce d'un dollar. Il demande également à Titien Peale de créer un dessin pour la pièce. Sully crée un dessin pour l'avers représentant la Liberté assise et Peale un dessin sur le revers représentant un aigle à tête blanche en plein envol, qui sont gravés pour la pièce par Gobrecht. Après la création des dessins et les essais, la production des matrices de gravure commence en septembre 1836.
Après la mise en circulation d'une petite quantité de pièces, la Monnaie reçoit des plaintes concernant l'emplacement bien visible du nom de Gobrecht sur le dollar, et le dessin est modifié pour incorporer son nom dans une position moins visible. En janvier 1837, la norme légale concernant le pourcentage de métal précieux dans les pièces d'argent passe de 89,2 % à 90 %, et les dollars de Gobrecht frappés après cette date reflètent ce changement. Au total, 1 900 exemplaires sont frappés lors de la production officielle. La production du dollar Seated Liberty, qui utilise le même dessin à l'avers que le Gobrecht, commence en 1840. Dans les années 1850, les responsables de la Monnaie relancent la frappe de pièces sans autorisation, ce qui suscite une controverse.

## Contexte

### Dollar de 1804

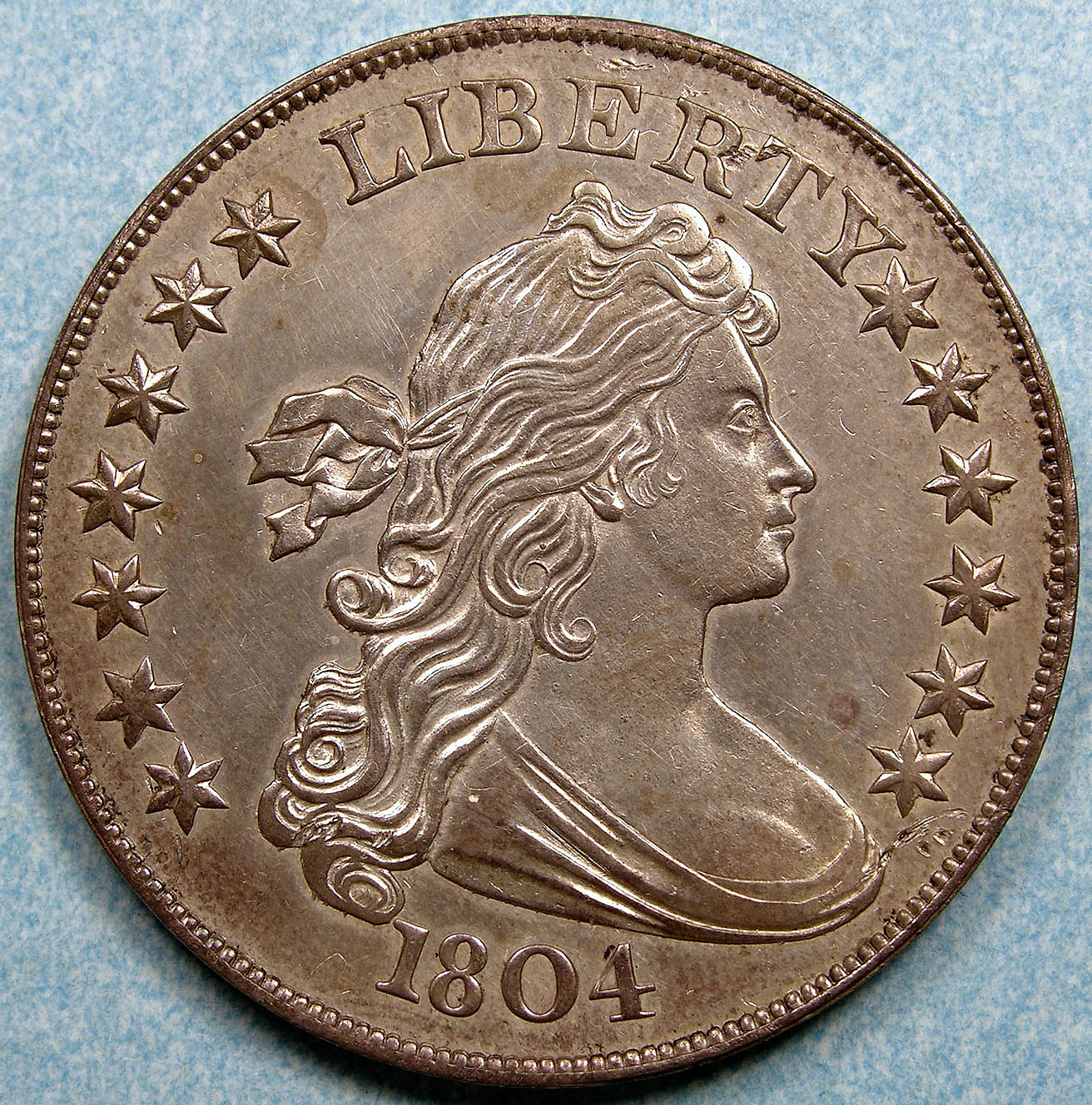
Une pièce de 1 dollar américain de 1804 Class I.

Les premiers dollars en argent frappés par la Monnaie des États-Unis le sont en 1794. En 1804, la Monnaie met officieusement fin à la production de pièces d'un dollar en argent car un bon nombre d'entre elles a été exporté, pour sa teneur en argent, vers l'Asie de l'Est, en particulier Canton (aujourd'hui Guangzhou). En 1806, le secrétaire d'État de l'époque, James Madison, émet un ordre pour arrêter officiellement la frappe de ces pièces. En 1831, le directeur de la Monnaie, Samuel Moore, remarque un revirement ; une importante cargaison de dollars espagnols a récemment été expédiée de Canton vers les États-Unis. Plus tard dans l'année, le président Andrew Jackson, à la demande de Moore, lève l'interdiction de frappe.
Aucune autre mesure n'est prise avant l'été 1834, lorsque des fonctionnaires suggèrent de préparer des jeux de pièces de monnaie comme cadeaux pour les dignitaires asiatiques. Après avoir examiné les registres de la Monnaie, le personnel conclut, à tort, que les derniers dollars Draped Bust frappés sont datés de 1804, et choisit donc cette date pour les monnaies en cadeau. On ignore pourquoi la date du moment n'est pas utilisée, mais l'historien numismatique R.W. Julian suggère qu'elles ont été antidatées pour éviter que les collectionneurs ne s'énervent lorsqu'ils ne pourraient pas obtenir les pièces nouvellement datées, qui ont été frappées en très petit nombre. On ignore le nombre exact de pièces de 1804 qui ont été émises, mais on sait que huit d'entre elles existent encore.

### Conception

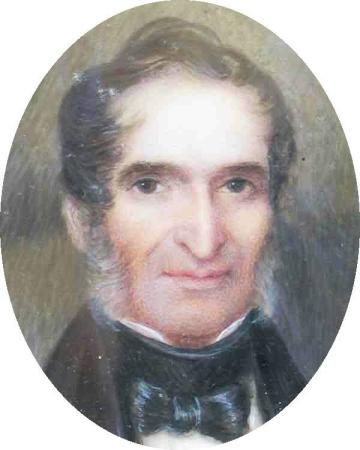
Christian Gobrecht a gravé les deux faces du dollar qui porte son nom.

Plus tard, en 1835, les responsables de la Monnaie commencent à préparer une série de dollars en argent qui, contrairement au dollar de 1804, doivent entrer en circulation afin de déterminer si la dénomination serait bien accueillie par le public. En juin 1835, Moore démissionne de son poste de directeur et est remplacé par Robert M. Patterson. Peu de temps après, ce dernier contacte deux artistes bien connus de Philadelphie, Titien Peale et Thomas Sully, pour créer un dessin qui servirait à orner la plupart des pièces américaines alors en production. Le graveur en chef de la Monnaie, Kneass, prépare un croquis basé sur la conception de Patterson, mais il est victime d'une attaque cérébrale, le laissant partiellement invalide. À la suite de cela, les responsables gouvernementaux approuvent la demande urgente de Patterson d'engager immédiatement Christian Gobrecht, médailleur de Philadelphie, pour remplir les fonctions de graveur ; le directeur Moore avait demandé également le recrutement de Gobrecht avant sa démission, mais aucune mesure n'avait été prise immédiatement.

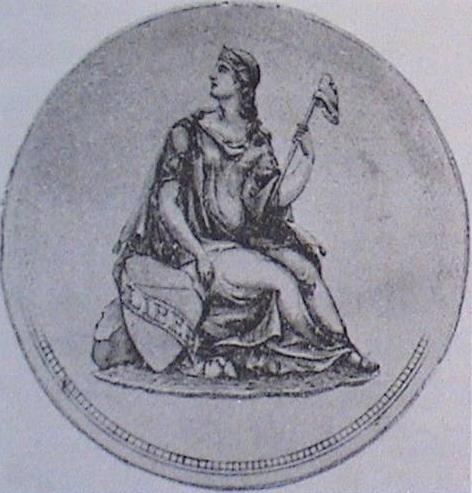
Thomas Sully a créé une représentation de la Liberté assise qui servira de base à l'avers du dollar Gobrecht.

Dans une lettre datée du 1er août 1835, Patterson propose à Sully de créer une figure de la Liberté, assise, pour l'avers, suggérant que la « figure soit en position assise — assise, par exemple, sur un rocher ». Patterson suggère également qu'elle tienne dans sa main droite un pileus au sommet d'un « bâton de la Liberté » pour être « emblématique de la Liberté ». L'historien numismatique Don Taxay note la similitude entre le concept de Liberté assise de Patterson et les dessins déjà utilisés sur les pièces de cuivre britanniques : « La Liberté est ainsi apparue comme un Britannia rénové, son trident remplacé par un bâton et un pileus ». Dans la même lettre, Patterson informe également Sully de sa vision du revers, que Peale va exécuter : « Je propose un aigle volant, s'élevant en vol, au milieu d'une constellation, irrégulièrement dispersée, de 24 étoiles — représentant le nombre d'États formant alors l'Union, et portant dans ses griffes un parchemin avec les mots E PLURIBUS UNUM ». Patterson préfère un aigle planant parce qu'il pense que l'aigle héraldique communément utilisé sur les pièces américaines, et qu'il considère comme une simple créature d'imagination, n'est pas attrayant en tant que dessin. Selon une histoire courante, l'aigle volant que l'on voit sur le dollar Gobrecht est modelé d'après Peter, l'aigle de compagnie de la Monnaie, qui est mort en se faisant prendre dans une presse à frapper. Il a été empaillé et est toujours exposé à la Monnaie à ce jour.
En septembre 1835, Thomas Sully reçoit de Patterson une série de pièces et de médailles britanniques pour l'aider à créer le dessin de la Liberté assise. Sully envoie à Patterson trois ébauches vers le début du mois d'octobre, et celles-ci sont données à Gobrecht, qui à son tour entreprend de réaliser une gravure sur cuivre du dessin. Gobrecht achève la gravure le 14 octobre, et Patterson présente les estampes créées à partir de celle-ci à plusieurs responsables gouvernementaux afin d'obtenir leur approbation. Le président Jackson, le secrétaire au Trésor Levi Woodbury et le reste du cabinet approuvent tous le dessin. Le 17 octobre 1835, alors que Jackson et son cabinet examinent le dessin, Woodbury écrit à Patterson pour lui donner la permission de créer des matrices pour les nouvelles pièces à partir des gravures. En janvier 1836, des essais de matrices en métal doux sont effectués. Ces pièces sont ensuite diffusées auprès du public pour obtenir des suggestions. Patterson autorise alors la production d'une matrice de l'avers en acier ; le revers ne peut pas encore être créé car Patterson n'est pas encore satisfait du dessin de Peale. Tandis que celui-ci poursuit son travail, Gobrecht commence à travailler sur un dessin pour un dollar en or, qui occupe une grande partie de son temps à la Monnaie. Le 9 avril, Patterson écrit une lettre au secrétaire au Trésor dans laquelle il inclut plusieurs dessins de Peale ; Patterson considère l'un d'eux comme le meilleur créé à ce jour. Malgré l'approbation du dessin par le directeur, Woodbury ordonne à Peale de continuer jusqu'à ce que Patterson soit satisfait. Ce qui est manifestement le cas, car Patterson demande à Gobrecht de commencer à travailler sur une matrice pour le revers en juin. En août, Patterson envoie une frappe unifiée du revers au président Jackson, qui approuve les dessins des deux faces de la pièce.

## Production

### Premières frappes
En septembre 1836, le chef monnayeur Adam Eckfeldt commence à fabriquer les matrices de travail qui seront utilisées pour frapper les pièces. Cependant, avant que la production ne puisse commencer, Patterson ordonne que le nom de Gobrecht soit ajouté au dollar. Il apparaît comme « C. GOBRECHT F », abréviation de « Christian Gobrecht Fecit », ce qui signifie « Christian Gobrecht l'a fait ». Le dollar Gobrecht est frappé pour la première fois en décembre 1836. Plusieurs pièces sont produites et distribuées dans toute la ville de Philadelphie. Malgré un accueil positif pour le design général, beaucoup critiquent l'affichage bien visible du nom de Gobrecht sur la pièce. Ce dernier demande que son nom soit entièrement retiré de la face de la pièce ; à la place, le graveur reçoit l'ordre d'en modifier la taille et l'emplacement.

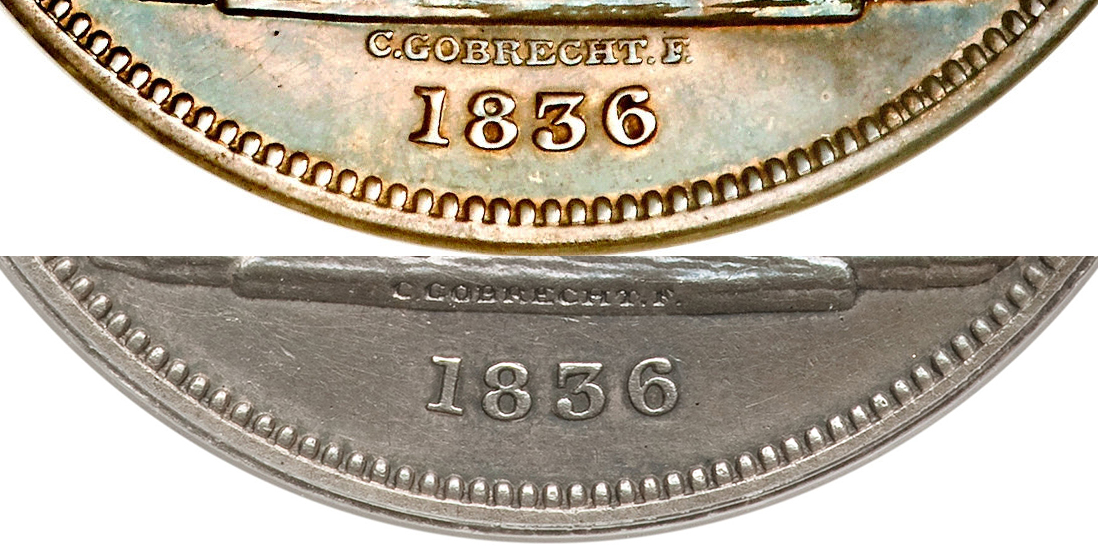
La position prééminente du nom de Gobrecht (en haut) a été modifiée (en bas) à la demande de Patterson.

Au début de la production à grande échelle, l'aigle du revers est entouré de 26 étoiles au lieu des 24 que Patterson a initialement demandées à Sully, car les États de l'Arkansas et du Michigan ont été admis dans l'Union depuis que la lettre de Patterson a été rédigée en 1835. Certains des dollars Gobrecht produits sont frappés avec un « alignement de médaille », ce qui signifie que l'avers et le revers sont tous deux tournés vers le haut lorsque la pièce tourne autour de son axe vertical. Pour la production de 1837 (qui conserve la date de 1836), Patterson ordonne que les pièces soient frappées avec un alignement de pièces, à l'opposé de l'alignement de médailles, et de la pratique des pièces américaines du moment (les deux faces sont droites lorsque la pièce est tournée autour de son axe horizontal). Une loi du 18 janvier 1837 modifie officiellement la norme légale pour les pièces en argent, qui est passée de 89,2 % à 90 %,. L'historien numismatique Walter Breen affirme que les pièces frappées avant l'adoption de cette loi sont des modèles techniques (ou des pièces créées pour tester leur conception, leur composition ou d'autres points), car elles n'ont pas été autorisées par le Congrès. Au total, 1 000 pièces datant de 1836 sont frappées en argent à 89,2 % et 600 en argent à 90 %. Les dollars Gobrecht frappés avant l'adoption de la loi pèsent 26,96 grammes, tandis que ceux frappés plus tard pèsent 26,73 grammes.
La demande persistante du public pour les nouvelles pièces incite Woodbury à contacter Patterson, demandant plus de dollars en argent. En 1838, le dessin est modifié pour supprimer les étoiles du revers. Tout au long du cycle de production, un certain nombre de motifs de dollars Gobrecht différents des émissions générales sont frappés. Un petit nombre, qui ne portait pas les initiales de Gobrecht sous quelque forme que ce soit, est frappé avec la date de 1838. Au total, 300 dollars de ce type, datés de 1839, sont frappés pour être mis en circulation, tous avec l'alignement de médaille. L'émission d'essai de Patterson a manifestement été un succès, puisque la production à grande échelle du dollar Seated Liberty commence en 1840. Ce dernier utilise un dessin d'avers basé sur celui du dollar Gobrecht, le revers est modifié, passant d'un aigle volant à un aigle héraldique.

### Refrappes

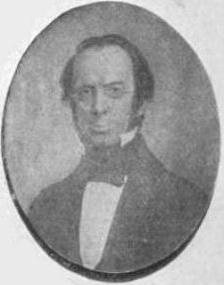
James Ross Snowden a créé des refrappes de pièces rares.

À la suite d'une augmentation de la collection de pièces de monnaie parmi le public au milieu du XIXe siècle, une demande considérable de pièces américaines plus anciennes apparaît. Le directeur de la Monnaie, James Ross Snowden, commence à vendre des refrappes de dollars Gobrecht et à les échanger contre des pièces rares, en particulier celles qui représentent l'ancien président George Washington ou qui ont un rapport avec lui, qui sont ensuite ajoutées à la collection de pièces de la Monnaie, alors connue sous le nom de cabinet des pièces de monnaie. L'argent généré par la vente des refrappes sert à l'achat de pièces pour la collection nationale. Les refrappes créées sous le mandat de Snowden sont probablement produites en 1859 et 1860, mais la pratique est largement arrêtée après l'éclatement d'un scandale public ; d'autres employés de la Monnaie créent et vendent des reprises des premières pièces américaines pour leur propre profit. Toutes les frappes de pièces Gobrecht, lorsqu'elles sont inclinées sur leur axe, représentent l'aigle du revers volant en palier, plutôt que vers le haut comme c'est le cas sur les pièces frappées lors de la production officielle. On ne sait pas précisément pourquoi l'orientation de l'aigle est modifiée, bien que de nombreux numismates pensent que Snowden l'a fait intentionnellement pour que les nouvelles pièces puissent être distinguées des originales. L'historien numismatique Walter Breen suggère que Snowden a simplement utilisé ce style parce que c'est le même que celui utilisé sur le cent Flying Eagle, dont la production commence en 1856. Le graveur James B. Longacre, son concepteur, a emprunté le revers de l'aigle de Gobrecht et Peale pour l'avers de la pièce de un cent.

## Valeur numismatique
Bien que frappé en petites quantités, il existe encore suffisamment d'exemplaires pour rassembler des jeux complets de collection et leur prix, contrairement à ceux des dollars Flowing Hair et Draped Bust dépasse rarement les 100 000 dollars,,. Un exemplaire de 1839, classé Proof 64 par le service professionnel de classement des pièces de monnaie (Professional Coin Grading Service - PCGS), est vendu pour 51 700 dollars, le 24 mai 2016, lors d'une vente de Stack’s Bowers Galleries et Sotheby’s. Lors de la même vente, une pièce de 1838, également classée Proof 64 par le PCGS, atteint 82 250 dollars. Toujours en 2016 et également lors d'une vente Stack's, une pièce de 1836, classée Proof 65, atteint la somme record de 129 250 dollars, dépassant largement les estimations de départ qui se situaient entre 70 000 et 100 000 dollars.